# Riehen
Riehen Svájc északnyugati részén, a svájci-német-francia hármashatárnál fekvő város. Bázellel és Bettingennel közösen alkotják Basel-Stadt kantont, melynek így második legnépesebb városa.

## Fekvése

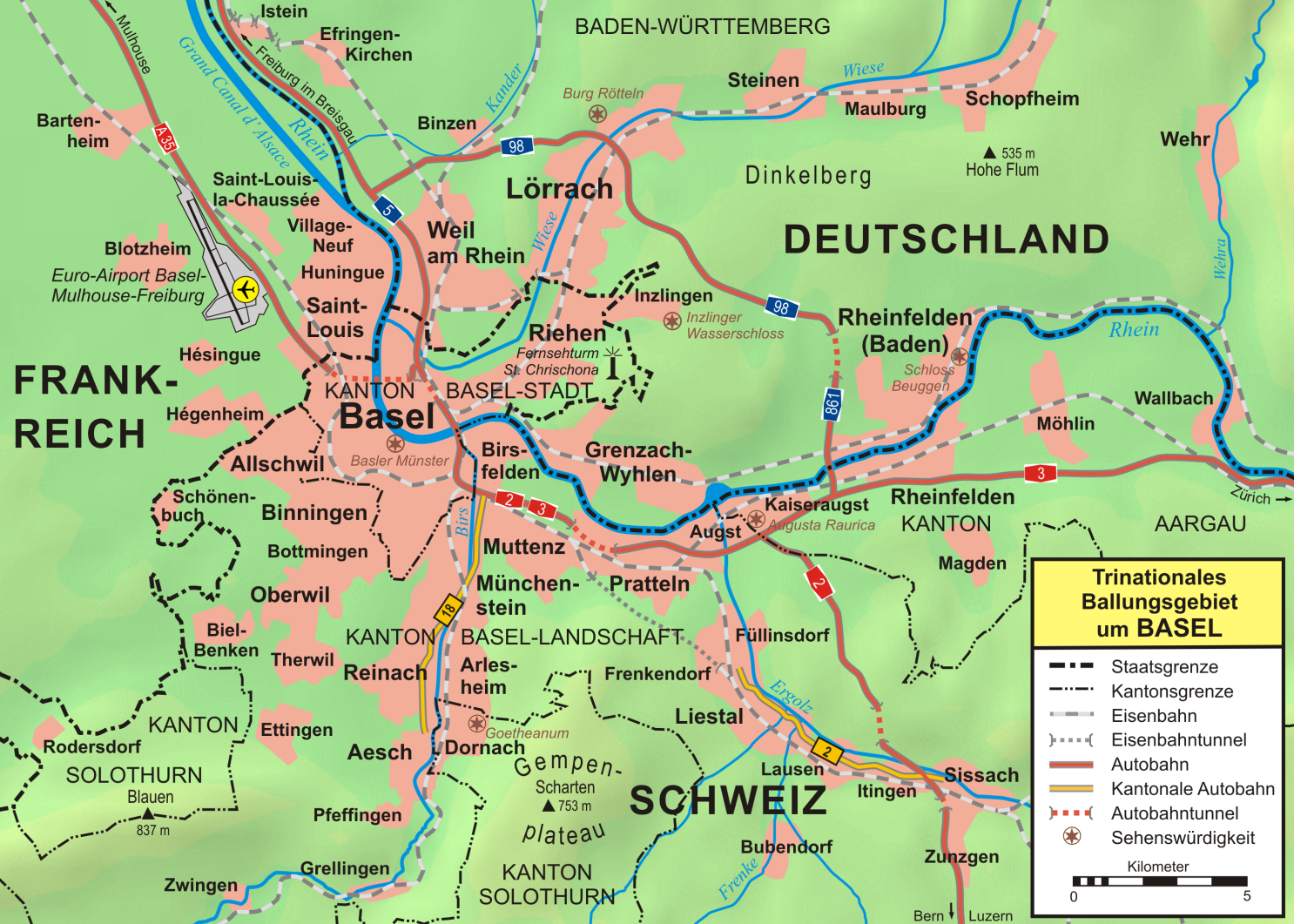
Riehen a hármashatáron

Riehen a Rajna jobb oldalán, a Wiese folyó alsó folyásának völgye és Chrischona domb között fekszik. Területe 10,87 km², melynek 25,6%-a mezőgazdasági terület és 25,2%-a erdősített. A fennmaradó 47,8% beépített terület, illetve 2,1%-ot foglalnak el a tavak és folyók.

## Története
A terület már 50000 éve lakott lehetett, de feltételezések szerint csak Kr. e. 3000 körül alakult ki állandó település. A 6. században az alemannok alapítottak a környéken egy falut. Riehen első írásos említése 751-ben történt, Wahinhofen néven, mely a mai Wenkenhof településrésznek felel meg. Riehenként először 1113-ban említik. (Más forrás szerint viszont 1157-ben történik első említése.)
1270-től Riehen a Bázeli Püspökséghez tartozott. 1444-1446 között, a St. Jakob an der Birs-i csata után többször is fosztogatás és tűzvész áldozatává válik, akárcsak 1490 és 1493 között.
1522-ben Bázel városának tulajdonába került, majd a reformáció elterjedésével a közösség 1528-ban protestáns hitre tért. A harmincéves háború idején Riehen katonák állomáshelyévé válik.
Az 1833-ban bekövetkező bázeli kantonszakadás idején Riehen Bázel-Stadt kanton része maradt. Bázellel, Kleinhüningennel (mely 1908 óta Bázel városrésze) és a szomszédos Bettingennel alkották az újonnan létrejövő kantont.
A második világháború idején a város lakóinak egy része a háború elől Svájc belső területei felé vándorolt.
1958-ban, Svájcban elsőként, Riehenben bevezették a női választójogot.

### A népesség alakulása
| Népesség alakulása | Népesség alakulása | Népesség alakulása | Népesség alakulása | Népesség alakulása | Népesség alakulása | Népesség alakulása | Népesség alakulása | Népesség alakulása | Népesség alakulása | Népesség alakulása | Népesség alakulása | Népesség alakulása | Népesség alakulása | Népesség alakulása | Népesség alakulása |
| ------------------ | ------------------ | ------------------ | ------------------ | ------------------ | ------------------ | ------------------ | ------------------ | ------------------ | ------------------ | ------------------ | ------------------ | ------------------ | ------------------ | ------------------ | ------------------ |
| Év                 | 1670               | 1774               | 1815               | 1850               | 1900               | 1920               | 1941               | 1950               | 1960               | 1970               | 1980               | 1990               | 2000               | 2010               |                    |
| Népesség           | 727                | 1 088              | 1 066              | 1 575              | 2 576              | 4 227              | 7 415              | 12 402             | 18 077             | 21 026             | 20 611             | 19 914             | 20 370             | 20 613             |                    |

## Politika
Lakossági tanács (Einwohnerrat)
A 40 tagú lakossági tanácsot négy évre választják. A polgárok számára is nyilvános üléseket havonta tartják.
A tanács politikai összetétele 2010-ben, zárójelben a korábbi mandátumok száma:
| Schweizerische Volkspartei (Svájci Néppárt)                              | 8 mandátum | (5) |
| Sozialdemokratische Partei der Schweiz (Svájci Szociáldemokrata Párt)    | 7 mandátum | (8) |
| Evangelische Volkspartei Basel-Stadt (Bázel-Stadt-i Evangélikus Néppárt) | 6 mandátum | (7) |
| Freisinnig-Demokratische Partei Basel-Stadt (Szabaddemokrata Párt)       | 6 mandátum | (6) |
| Liberal-Demokratische Partei (Liberális-demokrata Párt)                  | 5 mandátum | (9) |
| Christlichdemokratische Volkspartei (Kereszténydemokrata Néppárt)        | 3 mandátum | (3) |
| Grünes Bündnis (Zöldek Szövetsége)                                       | 3 mandátum | (2) |
| Grünliberale Partei (Zöld-liberális Párt)                                | 2 mandátum | (0) |

Városi tanács (Gemeinderat)
A héttagú városi tanács a lakossági tanács döntéseit készíti elő, illetve hajtja végre. Zártkörű ülései hetente zajlanak.

## Közlekedés

### Busz és villamos
Riehen városának buszhálózata igen sűrű, melynek útvonalain Quartierbus-nak nevezett kisbuszok és csuklós autóbuszok közlekednek. A 6-os számú villamos Bázel belvárosával köti össze a települést. Esti órákban megrendelhető taxik helyettesítik a kisebb járatokat.

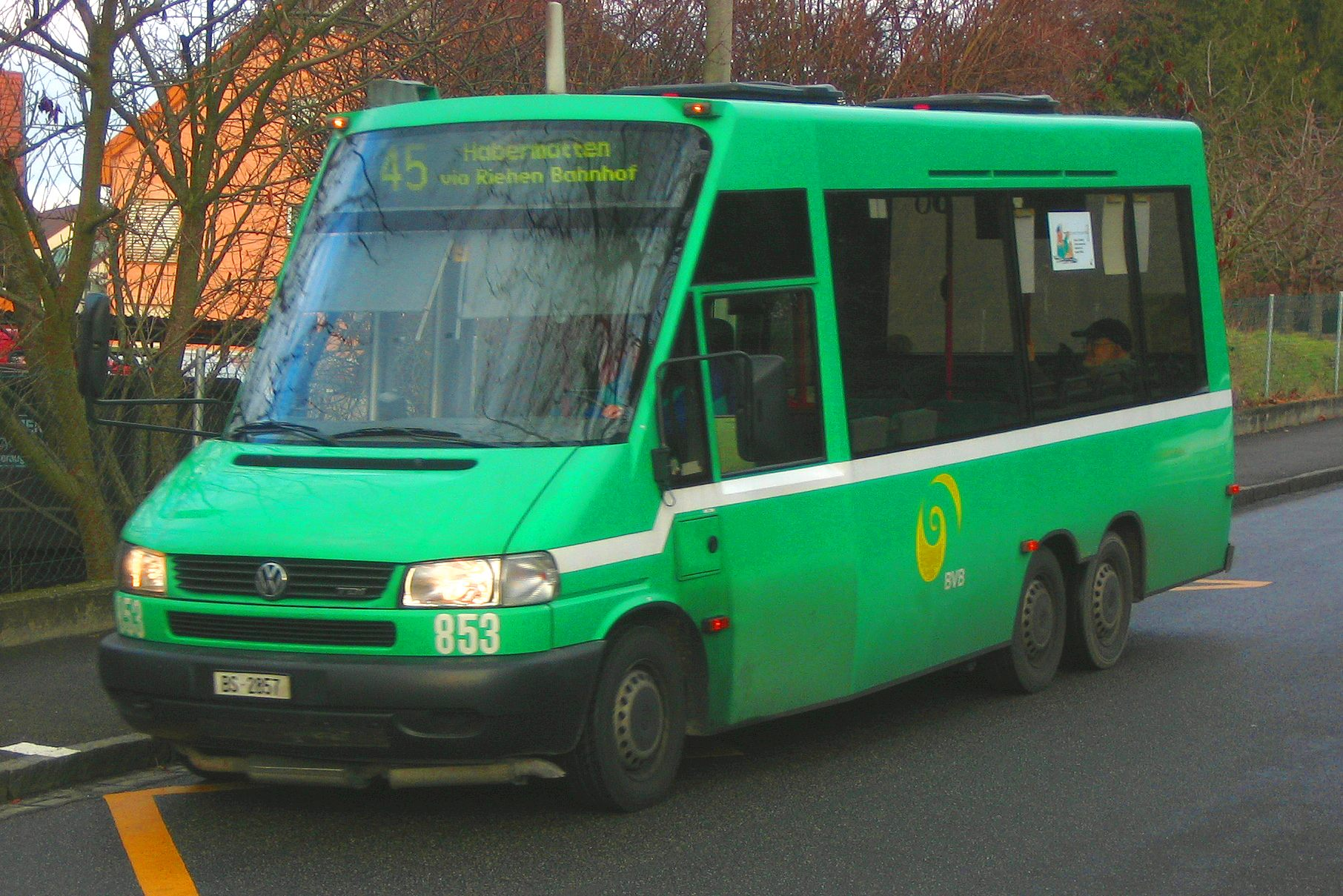
Rieheni Quartierbus

### Vasút
Riehen a Wiese-völgyi vasútvonalon található, mely a Regio S-Bahn Basel városi gyorsvasút része. 2004 és 2008 között a Wiese-völgyi vasútvonalat jelentősen kibővítették, Riehenben felújították a vasútállomást, és a település déli részén létrejött a Niederholz megállóhely. A felújított pályán a Svájci Államvasutak új, Stadler FLIRT típusú motorkocsikat helyezett üzembe. 2006 decemberében a vasútvonalat a bázeli Központi Pályaudvarig meghosszabbították.

### Vámmentes út
A közvetlenül a Rajna partján fekvő német városok, Lörrach és Weil am Rhein több mint száz éve egy vámmentes útszakasz létrehozásán fáradoznak. Mivel létrehozása csak svájci területen lehetséges, a kivitelezésnek számos ellenzője is akad. Az út Riehentől 700 méterre megy majd, és egy híd megépítésére is szükség lesz. Egy svájci-német államközi szerződésre hivatkozva, a tiltakozások ellenére 2006-ban megkezdődtek a munkálatok.

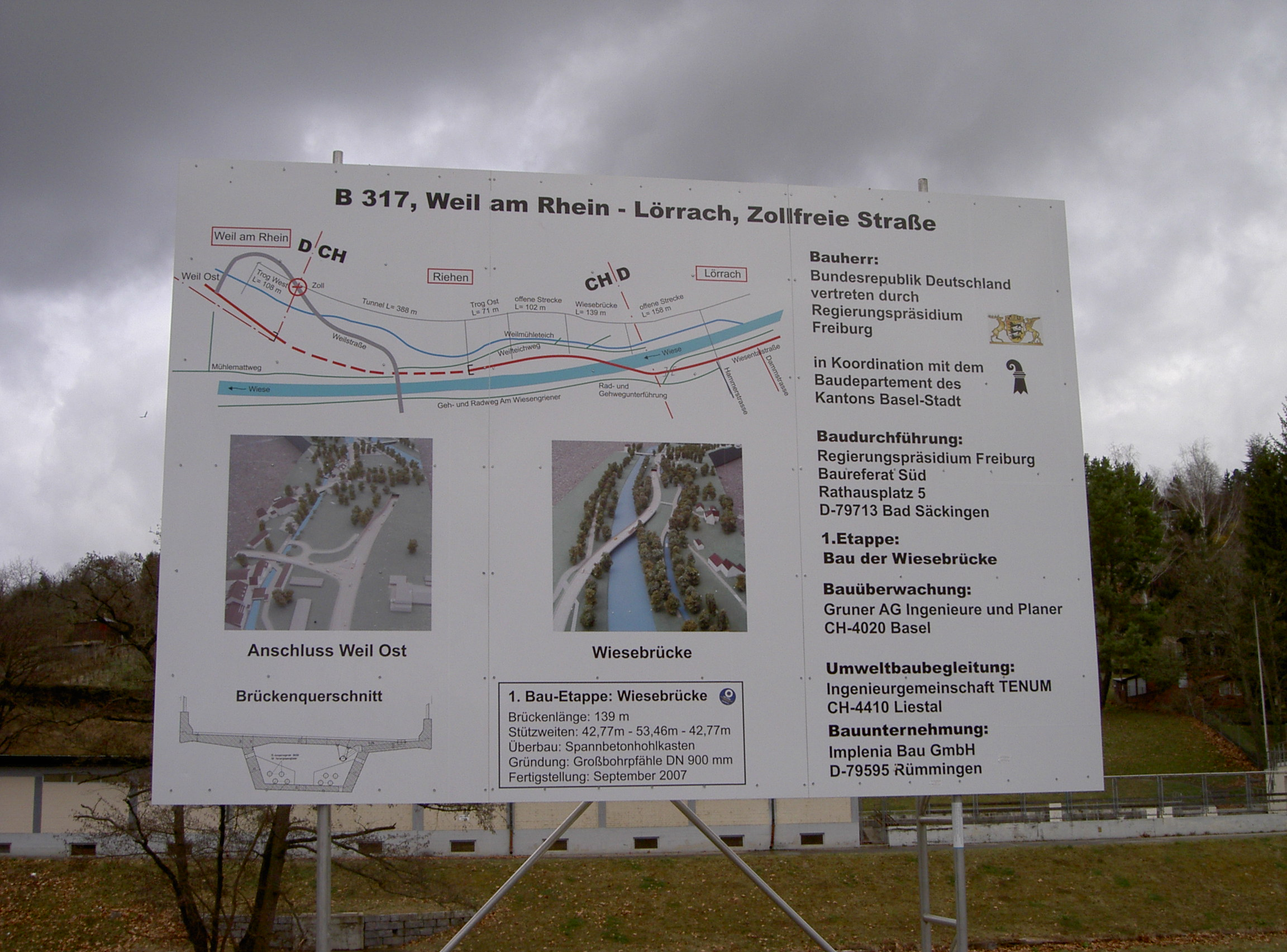
A tervezett vámmentes útszakasz tájékoztató táblája

## Oktatás
Bázel-Stadt kantonban az iskolarendszer három szintből áll.

### Elemi iskola
A gyerekek hétévesen kezdik az elemi iskolát, mely négy évig tart. Riehenben összesen öt elemi iskola található: a Wasserstelzen iskola, a Niederholz iskola, az Erlensträsschen iskola, a Steingruben iskola és a "Hinter Gärten" iskola.

### Orientierungsschule
Az orientierungsschule (magyarul: tájékozódási iskola), a pályaválasztási döntést megkönnyítendő oktatási intézmény alkotja a rieheni oktatás második fokát, mely három évig tart (5. és 7. osztály). Ezt követően dől el, hogy a tanulók továbbképző iskolában vagy gimnáziumban folytatják tanulmányaikat. Riehenben a Burg iskola, a Hebel iskola és a Wasserstelzen iskola képviseli ezt a szintet.

### Gimnázium és továbbképző iskola
Bár Riehen területén nincs a két intézménytípus egyikéből sem, a Bäumlihof Gimnázium azonban nagyon közel fekszik a város határaihoz. A továbbképző iskola két évig tart (8. és 9. osztály), a gimnázium pedig öt évig (8. és 12. osztály).

## Múzeumok

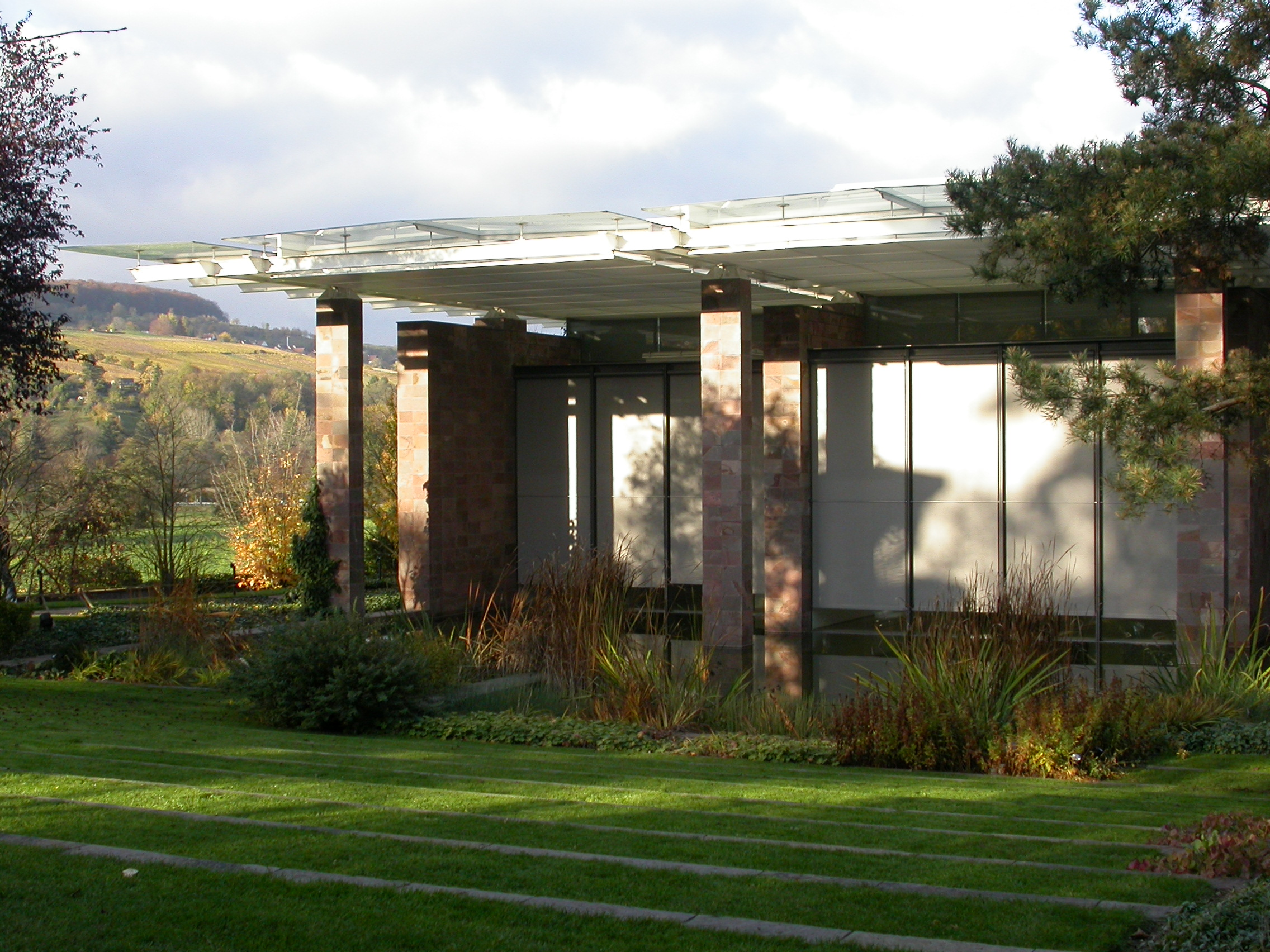
Fondation Beyeler

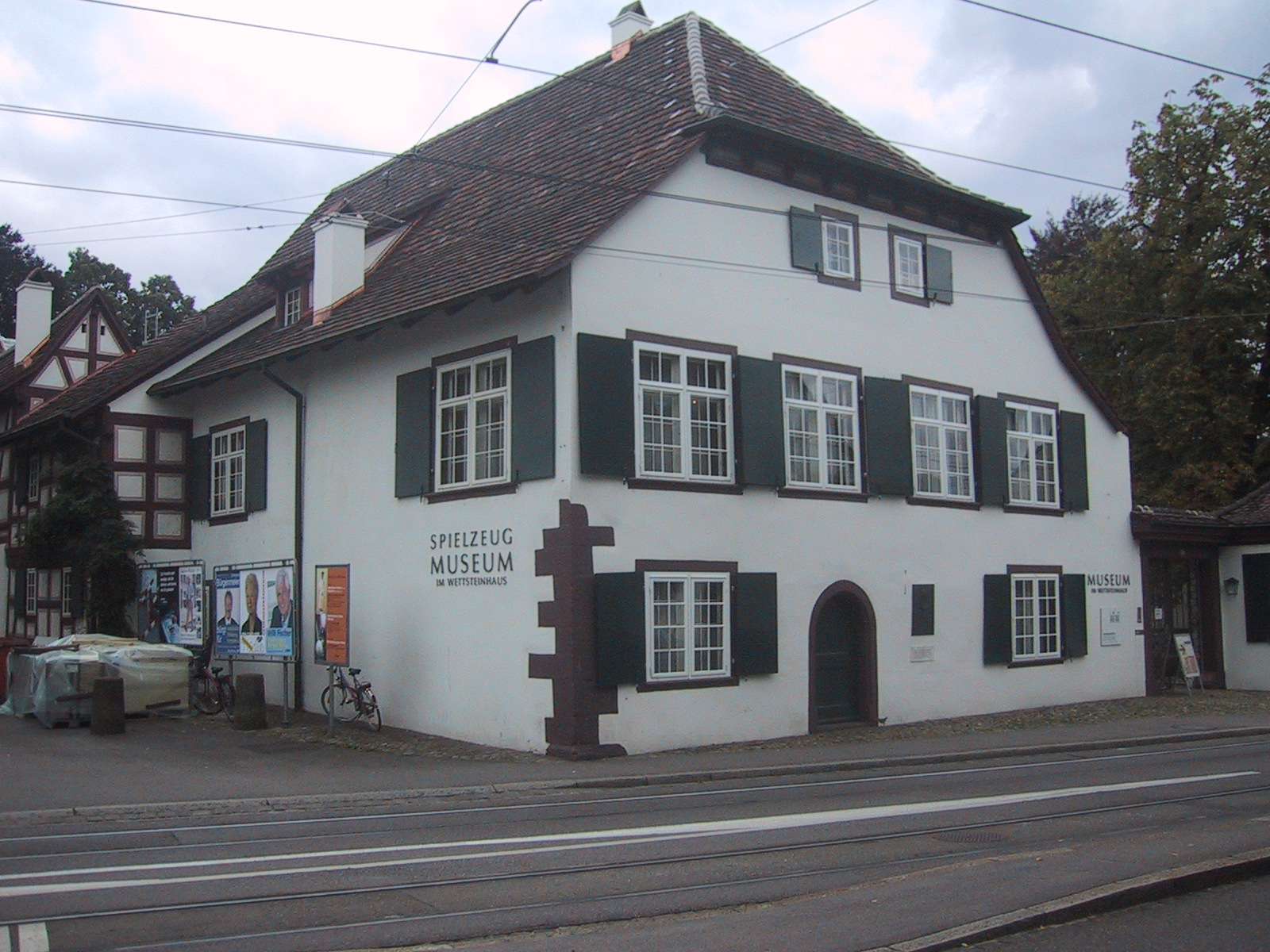
Rieheni Játékmúzeum

### Fondation Beyeler Múzeum
A bázeli műkereskedő pár, Hildy és Ernst Beyeler 1997-ben a nagyközönség számára is elérhetővé tették gyűjteményüket, mely Riehenben, a Renzo Piano által tervezett épületben kapott helyet. A Beyelerek tulajdonában levő műalkotások (többnyire modern festmények és óceániai szobrok) mellett gyakran időszakos kiállítások is helyet kapnak a múzeumban.

### Játékmúzeum
Egy a város központjában álló 17. századi épületben található a Játékmúzeum. Ugyanitt kapott helyet a Falu- és szőlőtermelőmúzeum is. A kiállított tárgyak között fajátékok, babaházak és babakonyhák, bádogjátékok, ólom- és ónfigurák, papírjátékok és modellvasutak láthatóak Európa egész területéről.

### Kunst Raum Riehen
A Kunst Raum Riehent Riehen város önkormányzata tartja fenn, és falai között 1998 óta rendeznek kortárs művészeti kiállításokat.

## Egyházi intézmények

### Dorfkirche
A református templom (Dorfkirche, magyarul: falu temploma) Riehen központjában található. Mai, késő gótikus formáját 1694-ben nyerte el. 41 méter magas tornyát 1395-ben építették. Eddigi kutatások kimutatták, hogy a mai templom helyén már a 10. században is templom állhatott, és a 12. századra egy erődítmény is elkészült. Ezt a templomot 1157-ben említik először, melyet védőszentjéről, Szent Mártonról neveztek el.

### Kornfeldkirche
A Kornfeldkirche 1959–1964 között Werner Max Moser tervei alapján épült. A modern építményt 2003-ban felvették a kanton védett épületei közé.

### Diakonissenhaus
A rieheni Diakónia Ház, melyben kórház is működik, 1852-ben jött létre. 1972-től a kórház fenntartója helyi önkormányzat lett, de a magas költségek miatt 2010-ben bezárták és egészségügyi központtá alakították. A rieheni diakónusok egy református közösség, melynek tagjai a katolikus bencések szabályai szerint élnek.

## Parkok és erdők

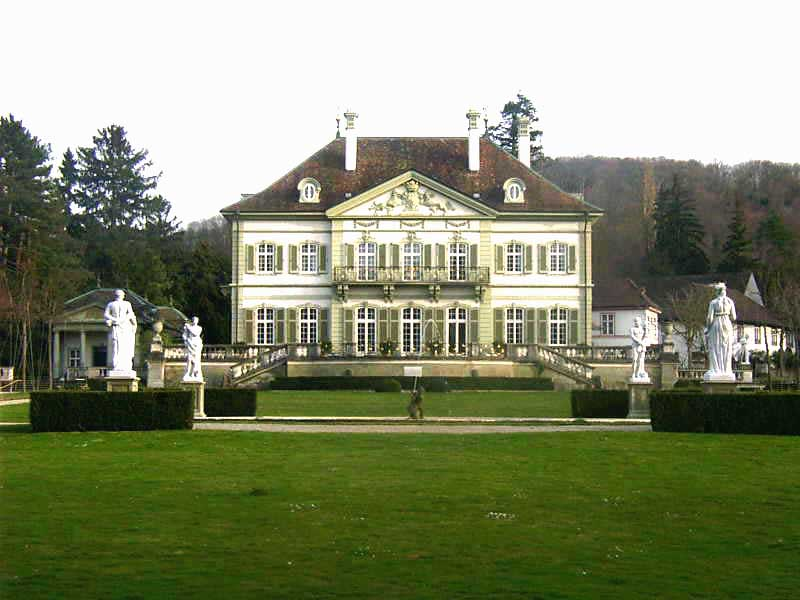
Wenkenhof

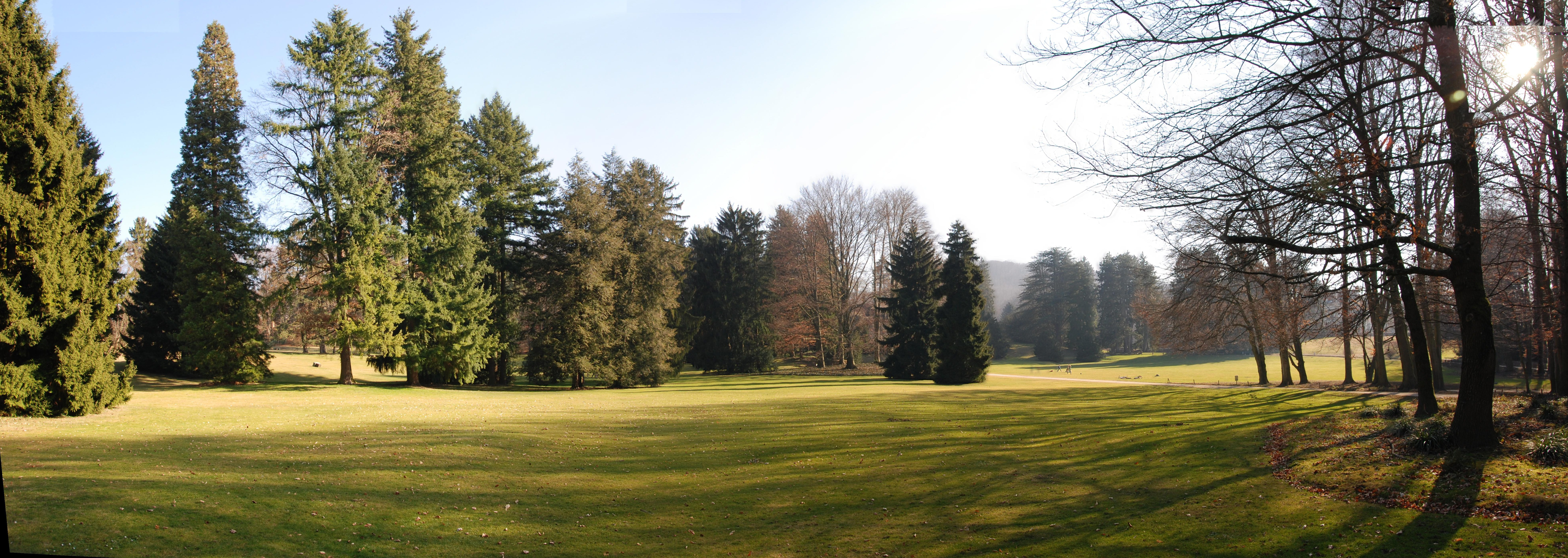
Wenkenpark

A város kiterjedt, gondozott parkokkal rendelkezik. A város keleti határában elterülő Wenkenhofban lovaglócsarnok, francia- és angolkert és barokk stílusú kastélyok is találhatóak. A város északi részén található a Sarasinpark. A Bäumlihof park a Kis Riehennek nevezett városrészben terül el, mely különböző szabadtéri rendezvénynek ad helyet. A Wettstein park a város központjában, a Játékmúzeum szomszédságában található.
Riehent keletről bettingeni erdő, nyugatról pedig a Langen Erlen erdő határolja.

## Híres emberek

### A város szülöttei
- Walter Courvoisier (1875–1931), zeneszerző
- Albert Scherrer (1908-1986), autóversenyző
- Jakob Oeri-Hoffmann (1920–2006), orvos, politikus, vállalkozó és mecénás
- Rolf Zinkernagel (* 1944), orvos, immunológus
- Peter Schmidlin (* 1947), jazzmuzsikus, producer
- Dominik Sackmann (* 1960), zenetudós, író, orgonista
- Beat Jans (* 1964), politikus

### Riehenhez kötődő személyek
- Paul Basilius Barth (1881–1955), festő, 1936-tól haláláig Riehenben élt.
- Fritz Binde (1867–1921), prédikátor, 1914-től haláláig Riehenben élt
- Ludwig Georg Courvoisier (1843-1918), sebészprofesszor, 1918-ig a Diakónia Ház kórházában tevékenykedett.
- Ernst Ludwig Ehrlich (1921–2007), német-svájci történész, Riehenben hunyt el.
- Leonhard Euler (1707–1783), matematikus, Riehenben nőtt fel.
- Roger Federer (* 1981), svájci teniszező, többek között Riehenben is nevelkedett.
- Elisabeth Gerter (1895–1955), svájci írónő, Riehenben hunyt el.
- Ernst Herzfeld (1879–1948), német archeológus, orientalista és epigrafikus, a rieheni Hörnli temetőben nyugszik.
- Alfred Jaquet (1865–1937), svájci farmakológus, Riehenben hunyt el.
- Charlotte von Kirschbaum (1899–1975), német teológus, Riehenben hunyt el.
- Elisabeth Kraushaar-Baldauf (1915–2002), orvos és író, Riehenben hunyt el.
- Johann Lukas Legrand (1755–1836), svájci gyártulajdonos, politikus a Helvét Köztársaság idején. 1792 és 1798 között Riehen bázeli védnöke.
- Valérie von Martens (1894–1986), színésznő, Curt Goetz színész felesége, Riehenben hunyt el.
- Paul Mendelssohn Bartholdy (1879–1956), német kémikus, gyártulajdonos, Felix Mendelssohn Bartholdy zeneszerző unokája, Riehenben hunyt el.
- Heinrich Oswald (1917–2008), vállalkozó, a svájci hadsereg megújítója.
- Hans Sandreuter (1850–1901), svájci képzőművész, Riehenben hunyt el.
- Paul Wilhelm Schmidt (1845–1917), német-svájci teológus, Riehenben hunyt el.
- Wilhelm Speyer (1887–1952), német író, Riehenben hunyt el.
- John Friedrich Vuilleumier (1893–1976), svájci jogász és író, Riehenben hunyt el.
- Walter Widmer (1903–1965), gimnáziumi tanár, irodalomkritikus és műfordító, Urs Widmer író apja, Riehenben hunyt el.
- Jacques Wildberger (1922–2006), svájci zeneszerző, Riehenben hunyt el.

## Testvérvárosok
- Románia, Csíkszereda
- Svájc, Mutten (Graubünden kanton)

## Fordítás
- Ez a szócikk részben vagy egészben  a   Riehen című német Wikipédia-szócikk ezen változatának fordításán alapul.  Az eredeti cikk szerkesztőit annak laptörténete sorolja fel. Ez a jelzés csupán a megfogalmazás eredetét és a szerzői jogokat jelzi, nem szolgál a cikkben szereplő információk forrásmegjelöléseként.